# Charles Swyncop
Charles Swyncop (Brussel, 21 maart 1895 - aldaar, 1970) was een Belgisch kunstschilder uit de eerste helft van de twintigste eeuw die bij voorkeur vlotte, niet-diepgaande thema's aansneed. Zijn oudere broer Philippe Swyncop was eveneens kunstschilder en gaf hem de eerste lessen in de schilderkunst.

## Levensloop
Swyncop was leerling van de Academie in Brussel (1908-1917 en 1919-1920) en van Alfred Bastien. Bij deelname aan de Romeprijsvraag in 1920 behaalde hij de derde prijs. Hij verdiepte zich in Rome in de iconografie, het gebruik van het perspectief en de studie van de grote meesters.
In 1920 assisteerde Swyncop zijn leermeester Alfred Bastien bij de realisatie van het panoramaschilderij “Panorama de l’Yser”. Andere assistent-schilders waren Charles Léonard en Jef Bonheur, net als Swyncop oud-leerlingen van Bastien. De werkzaamheden gebeurden in wat later de moskee van het Jubelpark werd. Eerst werd het IJzerpanormama geëxposeerd in de Rotonde Castellani aan de Maurice Lemonnierlaan in Brussel. Vanaf 1924 kreeg het in Oostende een geëigend panoramagebouw langs de Vindictivelaan. Het doek raakte zwaar beschadigd tijdens de Tweede Wereldoorlog.
Swyncop nam deel aan een groepstentoonstelling in 'Maison d’Art Moderne' in Brussel in 1920 samen met Jean Colin, Philippe Swyncop, Arthur Navez, Samuel Milbauer, L. Bisschops, Jean-Jacques Gailliard en J. Payro.
Hij schilderde, in opdracht van het Ministerie van Koloniën, decoratieve panelen voor de Wereldtentoonstelling van 1930 in Antwerpen.
Swyncop was lid van de groep 'La Lierre' en nam deel aan hun jaarlijkse tentoonstellingen (onder andere de 30ste salon, eind 1935-begin 1936 in Galerie Toison d’Or in Brussel). Andere leden van 'La Lierre' waren onder anderen Alfred Bastien, Julius Brouwers, Louis Clesse, Henri De Clerck, Raymond De Meester (beeldhouwer), Albert Geudens, Charles Gouweloos, Paul Masui, Pierre Theunis (beeldhouwer) en Jean Van Looy.
Hij maakte in de jaren 1922-1923 studiereizen naar Italië en Spanje. Hij maakte er portretten van de lokale bevolking. Hij keerde regelmatig terug naar Spanje, waar hij landschappen, zeezichten, figuren en stillevens schilderde.
Hij was leraar aan de kunstacademie van Elsene van 1938 tot aan zijn dood in 1970.
Swyncop woonde aan de Wiertzstraat 65 in Brussel.

## Oeuvre
Swyncop schilderde, net als zijn broer Philippe, in het lichtere genre, een zorgeloze wereld: bloemen, stillevens, kinderen (Kind met marionetten), stadsgezichten (De Kleine Zavel te Brussel, Het Beursgebouw te Parijs, Marktscène (1917)), en vooral vlotte taferelen met beeldige Spaanse vrouwen. Maar, in tegenstelling tot zijn broer, gebruikte hij subtiele, brede borstelstreken zoals de Franse Fauvisten. Zijn kleurrijke zeezichten doen denken aan de werken van Henri Matisse en André Derain.

## Tentoonstellingen
- 1937, Gent, Salon: "De Zavel te Brussel", "In Andalousië", "Strobloemen"